# 约翰·李·胡克
约翰·李·胡克（英語：John Lee Hooker，1917年8月22日—2001年6月21日），是一位美国蓝调歌手、词曲作者和吉他手。他出生在密西西比州，是一个佃农的儿子，由於演奏適當的三角洲蓝调风格的电吉他而聞名。胡克通常吸收其他因素，包括說話的蓝调和早期北密西西比山鄉村藍調。他发展了自己的驾驶节奏趴风格，源于20世纪30年代- 40年代的钢琴的布基乌基风格。他的一些最知名的歌曲包括"Boogie Chillen"（1948年）、"Crawling King Snake"（1949年）、"Dimples"（1956年）、"Boom Boom"（1962年）和"One Bourbon, One Scotch, One Beer" （1966年），这个是第一个是自1949年最流行的種族唱片。

## 外部鏈結
- 官方网站
- 《大英百科全书》中的条目：约翰·李·胡克（英文）
- 约翰·李·胡克在互联网电影资料库（IMDb）上的資料（英文）
- The Great R&B-files （页面存档备份，存于） - The R&B Pioneers Series